# 家族問題研究学会
家族問題研究学会（かぞくもんだいけんきゅうがっかい、英名 Japanese Council on Family Relations ）は、家族問題の解決を目的に1955年に家族問題研究会として設立され、2008年に現名称に改称した学会。
事務局を東京都杉並区和田3-30-22（株）大学生協事業センター内大学生協学会支援センターに置いている。

## 活動
- 例会（年3-4回）およびシンポジウム（年1回）の開催など[1]

## 機関誌
- 『家族研究年報』　年１回